# Nemiroff
Nemiroff – ukraińska marka wódek i jeden z największych producentów alkoholi na świecie. Produkty sprzedawane są w ponad 80 krajach świata. Firma jest jednym z trzech światowych liderów dostarczających wódkę do sklepów Duty Free. Marka ta stanowi 40% wódek eksportowanych z Ukrainy. Firma jest eksporterem nr 1 wszystkich wódek z Ukrainy i znajduje się w gronie 100 największych podatników Ukrainy.
W 2021 roku produkcja alkoholi tej marki wzrosła o 12%.
Współwłaścicielami są Jakiw Finkelsztein, Beła Finkelsztein i Anatolij Kipysz. Dyrektorem naczelnym jest Jurij Soroczyński.
Od listopada 2018 roku marka jest oficjalnym sponsorem UFC.
Produkcja i butelkowanie odbywa się w siedzibie w Niemirowie w obwodzie winnickim.

## Historia

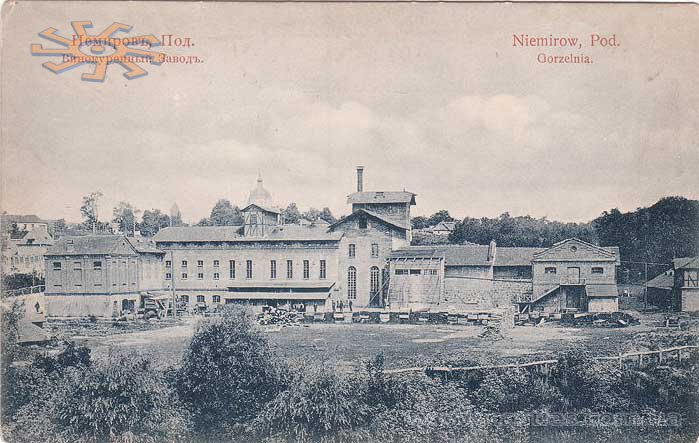
Niemirów Wódka

Firma bierze swoją nazwę od „Niemirów Wódka”, o której pierwsza pisemna wzmianka pochodzi z 1752 roku.
W 1872 roku hrabia Hryhorij Stroganow otworzył w Niemyrowie po przebudowie gospodę, a jego córka księżna Maria Szczerbatowa, kontynuowała działalność. Zatrudniła czeskiego architekta Jiříego Stibrala, który był projektantem licznych budynków w mieście, w tym nowej gorzelni. Pod kierownictwem Marii Szczerbatowej destylarnia osiągnęła rekordową w tym czasie wielkość produkcji – ponad 5000 półlitrowych butelek dziennie. Gorzelnia w Niemirowie jako pierwsza zaczęła produkować alkohol ze zboża, zamiast z surowych ziemniaków. Produkty były eksportowane za granicę.
W 1920 roku bolszewicy upaństwowili produkcję.

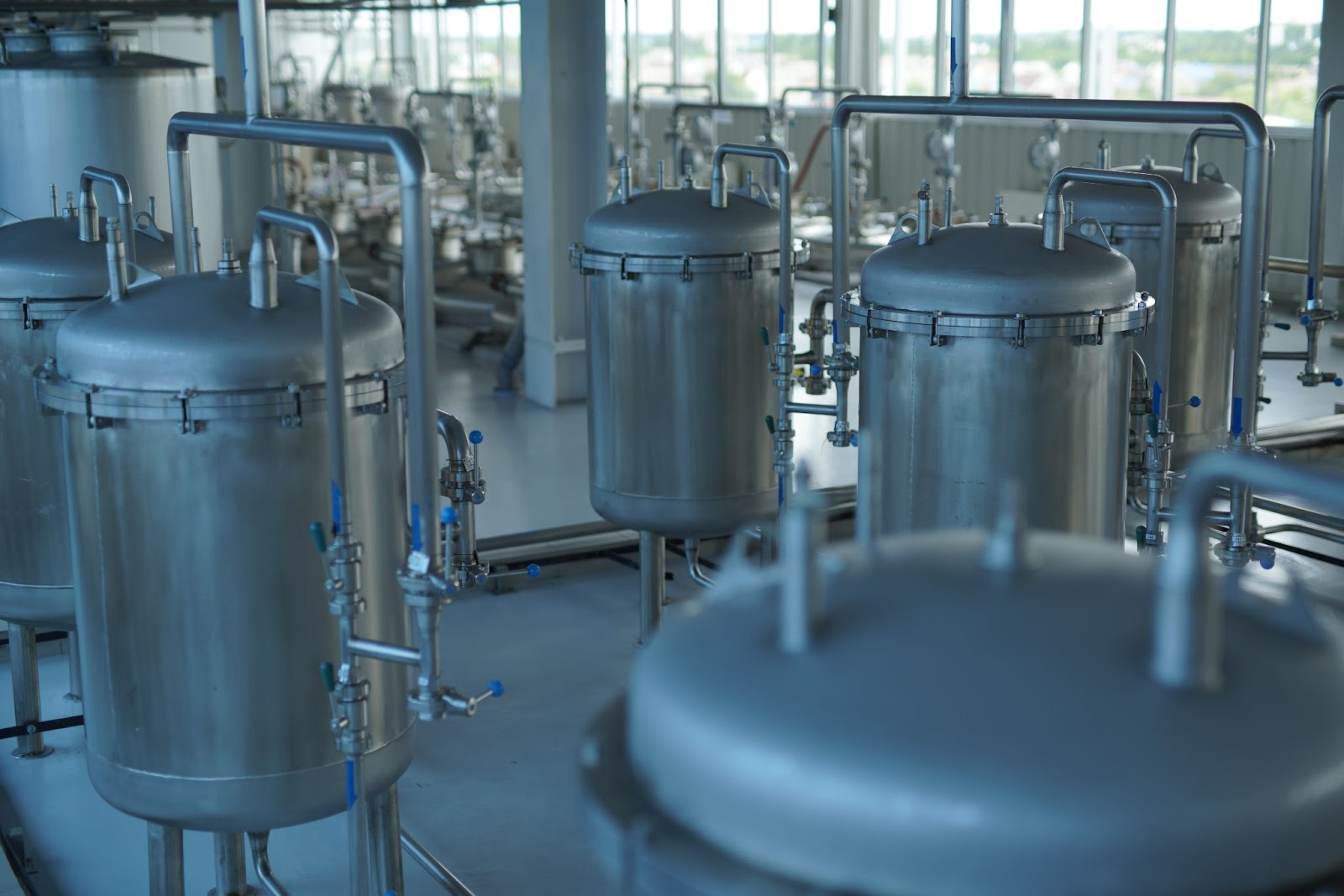
Nowoczesne zaplecze produkcyjne

W 1992 roku wznowiono produkcję wódki w Niemyrowie i zarejestrowano znak towarowy Nemiroff. W 1994 roku rozpoczął się eksport wyrobów.
W 1997 roku zainstalowano niemieckie linie produkcyjne Krones. Zdolność produkcyjna osiągnęła 50 tysięcy butelek miesięcznie.
W 1998 roku Nemiroff wypuścił wódkę „Nemiroff ukraiński miód z pieprzem”, która zyskała popularność na Ukrainie i na świecie. Zaczęto je wykorzystywać jako symboliczną pamiątkę z Ukrainy.
Od 2000 roku marka zaczęła sponsorować światowe mecze boksu zawodowego.
W 2002 roku marka została włączona do Światowego Klubu Milionerów, którego sprzedaż przekracza milion skrzynek (kartonów 9-litrowych). W tym samym roku firma wprowadziła laserowe zabezpieczenie produktów w celu zwalczania fałszerstw.
W 2005 roku firma została członkiem Międzynarodowego Stowarzyszenia Barmanów (IBA) i zaprezentowała nową brzozową wódkę „Ukrainian Birch Special”. W tym samym roku Nemiroff został sponsorem Eurowizji.
W 2009 roku firma rozpoczęła projekt „Green Planet” od wdrożenia elektronicznego zarządzania dokumentami i oszczędzania zasobów, co pozwoliło zaoszczędzić 7 ton papieru rocznie.
W 2016 roku zmodernizowano produkcję zgodnie z certyfikatami ISO 9001, ISO 22000, ISO 14024.
W 2020 roku Nemiroff nawiązał współpracę z Proximo Group i rozpoczął import produktów marek Jose Cuervo, Bushmills, Kraken i Sexton na Ukrainę.
W 2020 roku Coca-Cola została dystrybutorem wódki Nemiroff w Polsce, Włoszech, Austrii i Armenii, a od – na Łotwie, Litwie, w Estonii, Czechach, Słowacji i Mołdawii.
W 2020 roku Nemiroff przejął od FSMU destylarnię Niemirów. 9 marca 2021 roku spółka zakończyła prawny etap prywatyzacji, otrzymując od Państwowej Służby Podatkowej Ukrainy licencję na produkcję alkoholu.

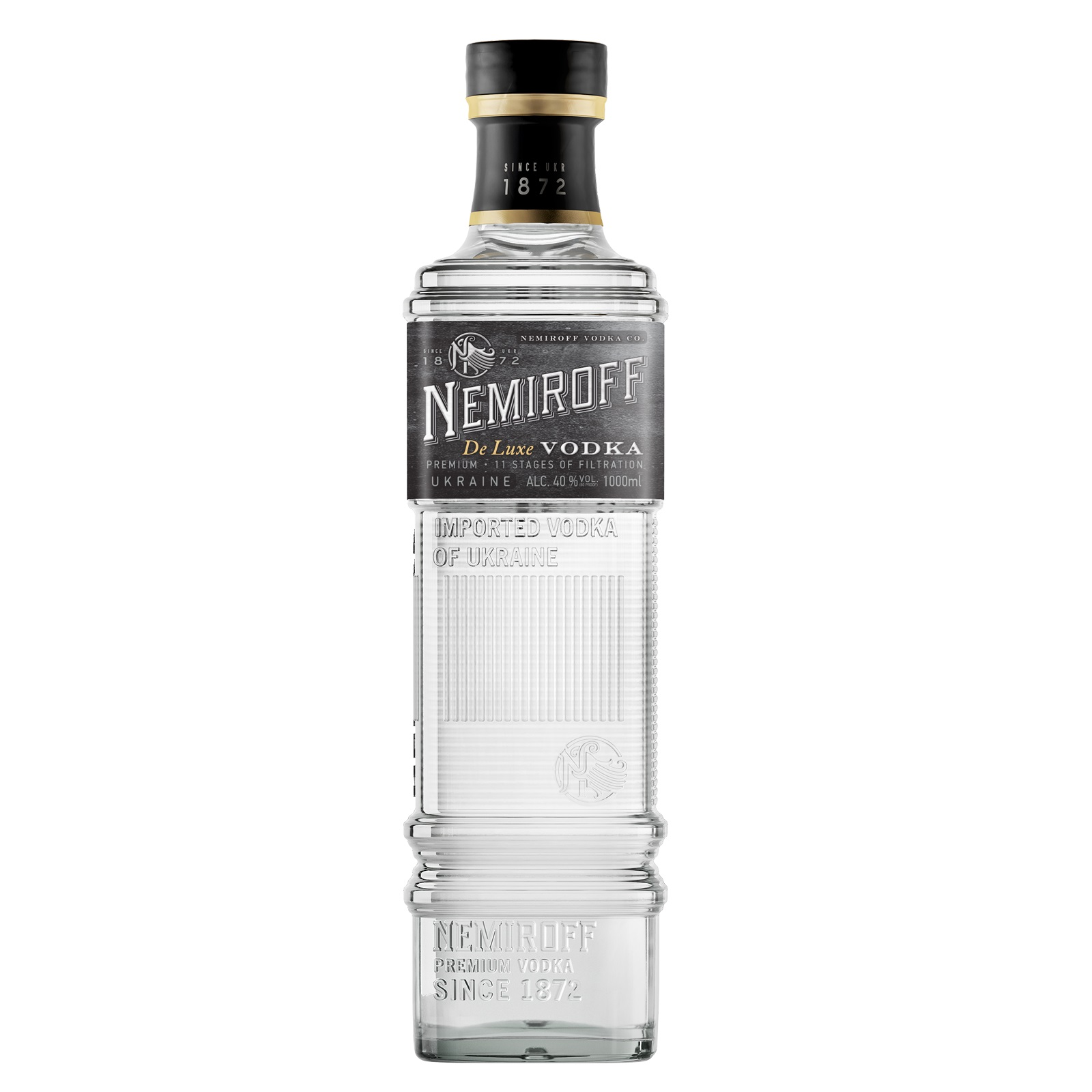
Nemiroff De Luxe

W 2021 roku Nemiroff wszedł na rynek brytyjski, Oak & Still został oficjalnym dystrybutorem jego produktów. Nemiroff nawiązał współpracę z Bloodstock, największym niezależnym festiwalem heavymetalowym na świeżym powietrzu w Wielkiej Brytanii, aby uczcić ogólnokrajową ekspansję marki.
W 2021 roku Nemiroff został oficjalnym partnerem Spacebit w misji księżycowej 2022. Misja została opracowana we współpracy z United Launch Alliance i Astrobotic Technology.
1 marca 2022 roku firma poinformowała, że cofnęła koncesję na produkcję wódki w Rosji i na Białorusi w związku z inwazją Federacji Rosyjskiej na Ukrainę na pełną skalę.
Od kwietnia 2022 roku Nemiroff zaczął dostarczać produkty na Bahamy. Dystrybutorem została firma Caribbean Wines and Spirits.
W czerwcu 2022 Nemiroff został partnerem brytyjskich barów Gloucester Rugby.
We wrześniu 2022 roku spółka podpisała umowę dystrybucyjną z importerem alkoholi, firmą Disaronno International.

## Wyroby
Marka Nemiroff obejmuje ponad 60 rodzajów produktów klasycznych i smakowych w różnych kategoriach cenowych, wśród których najpopularniejsze to „Ukraiński miód z pieprzem” oraz „LEX przez Nemiroffa”.
W 2018 roku firma zaktualizowała design linii produktów premium Nemiroff De Luxe i De Luxe Honey & Pepper.
W 2019 roku firma wprowadziła na rynek linię smakową Nemiroff The Inked Collection.
W 2022 roku wprowadzono limitowane linie Nemiroff Special i Nemiroff Premium De Luxe. 100% zysku z ich sprzedaży przeznaczane jest na leczenie i rehabilitację wojskowych i cywilnych Ukraińców, którzy ucierpieli w wyniku inwazji na pełną skalę na Federację Rosyjską.
We wrześniu 2023 r. Nemiroff wprowadził na rynek „LEX by Nemiroff”, wódkę ultra-premium wytwarzaną z pszenicy z regionu Podola, filtrowaną przez 13 etapów, w tym srebro, platynę i bursztyn.
We wrześniu 2024 r. Nemiroff ogłosił ponowne wprowadzenie na rynek swojej wódki De Luxe RESERVE na TFWA World Exhibition w Cannes. Ta wódka premium przechodzi 11-etapowy proces filtracji i obejmuje kontakt z drewnem dębowym.

## Globalne partnerstwa
Od listopada 2018 roku firma jest oficjalnym sponsorem UFC.
W 2021 roku Nemiroff zaprezentował limitowaną linię „MOON EDITION” o tematyce kosmicznej. Wódka z limitowanej edycji została wyprodukowana z dodatkowym 12. stopniem filtracji dodanym na cześć 12 pionierów, którzy odwiedzili Księżyc.
W listopadzie 2024 r. Nemiroff został oficjalnym partnerem wódki klubu piłkarskiego Aston Villa z angielskiej Premier League. Jednocześnie marka ogłosiła wieloletnie partnerstwo z klubem piłkarskim West Ham United, stając się oficjalnym partnerem wódki klubu. Ponadto Nemiroff podpisał wieloletnie partnerstwo z klubem piłkarskim Everton.  28 listopada klub piłkarski Fulham nawiązał współpracę z globalną marką wódki Nemiroff, jako swój pierwszy oficjalny partner w zakresie wódki.

## Aktywność społeczna
Spółka rozwija projekty z zakresu sportu i kultury, finansuje festiwale muzyczne i filmowe.
W 2005 Nemiroff został sponsorem Eurowizji. W 2006 roku sfinansował Rajdowy Puchar Europy Nemiroff Yalta Rally.
W 2009 roku firma stworzyła projekt „Green Planet” dotyczący wprowadzenia elektronicznego zarządzania dokumentami i oszczędzania zasobów, co pozwoliło zaoszczędzić 7 ton papieru rocznie. W tym samym roku marka została sponsorem ukraińskiego pawilonu na 53 Biennale w Wenecji.
Ogółem w latach 2010–2011 firma wydała 19 mln hrywien na finansowanie projektów społecznych.
W 2014 roku firma wprowadziła sortowanie i wysyłanie śmieci do recyklingu.
Jesienią 2022 roku Nemiroff przekazał placówkom medycznym obwodu winnickiego sprzęt i leki do rehabilitacji. Łącznie planowane jest przekazanie pomocy w wysokości 10 mln hrywien.

## Nagrody i uznanie
2006 – Nemiroff zostaje uznana za markę wódki Nr. 2 na świecie, zgodnie z rankingami Vodka-Top 20 Brands Worldwide i IWSR Drinks Record
2010 – marka Nemiroff, wyceniana na 404 mln USD, zajęła pierwsze miejsce wśród TOP-100 ukraińskich marek
2019 – firma zajęła trzecie miejsce na świecie pod względem wielkości sprzedaży w Duty Free & Travel Retail według rankingu edycji IWSR „TOP 100 Spirits Brands in Travel Retail”
2019 – Nemiroff została uznana za najlepszą ukraińską wódkę w rankingu „Ulubieńcy sukcesu – 2019”
2020 – Nemiroff wszedł do rankingu TOP-25 ukraińskich marek
2020 – firma otrzymała nagrodę „Destylarnia Roku” na Międzynarodowym Konkursie Spirytusowym w Berlinie
2020 – Nemiroff zdobył 7 medali na London Spirits Competition
2020 – Nemiroff The Inked Collection zdobyła 3 nagrody w konkursie Ultimate Spirits Challenge
2020 – Nemiroff The Inked Collection zdobył 3 złote medale za wybitne wzornictwo w międzynarodowym konkursie The Design & Packaging Masters w Londynie
2021 – Nemiroff otrzymał status „Czempiona Marki Wódki” według The Spirits Business
2021 – Nemiroff uznawany za najszybciej rozwijającą się międzynarodową markę alkoholi według wyników raportu rocznego IWSR.
2021 – Nemiroff The Inked Collection Burning Pear zostaje uznana za najlepszą wódkę świata w konkursie The Spirits Masters. Otrzymała medal „Mistrz Smaku”
2021 – Nemiroff wszedł do rankingu TOP-50 największych podatników publikacji Rating
2024 – Marka Nemiroff została ogłoszona Mistrzem Marki Wódki 2024 w konkursie The Spirits Masters